# Marne Levine
Marne Levine es una empresaria estadounidense que se convirtió en la COO de Instagram en 2014. Es directora de Women for Women International.

## Carrera
Levine se licenció en ciencias políticas y comunicación por la Universidad de Miami en Ohio en 1992 y se graduó por la Escuela de Negocios de Harvard en 2005. De 1993 a 2000 trabajó para el Departamento de Tesorería de los Estados Unidos. Trabajó para las administraciones de Bill Clinton y Barack Obama, y fue jefa de gabinete del presidente de la Universidad de Harvard Larry Summers de 2001 a 2003. De 2006 a 2008 fue product manager en Revolution Money. En 2009-2010 fue jefa de gabinete para el Consejo Económico Nacional.
Levine fue la vicepresidenta de política pública global de Facebook de 2010 a 2014. En 2014, se convirtió en la COO de Instagram. Describió su trabajo en Instagram como el análisis de las operaciones internas para mejorarlas y hacerlas más rápidas e inteligentes, así como el asegurarse de que Instagram funcione igual de bien para sus usuarios que para sus anunciantes.

## Juntas directivas
Levine es miembro de la junta directiva de Lean In, una organización sin ánimo de lucro que busca empoderar a las mujeres creada por la COO de Facebook Sheryl Sandberg. También está en la junta directiva de Chegg. Levine es la directora de Women for Women International.

## Problemas auditivos
Levina sufrió una pérdida auditiva parcial a los cuatro años de edad, y por vergüenza, utilizó técnicas de adaptación en lugar de aparatos auxiliares visibles. Empezó a usarlos en 2015, y señaló que mejoraron su calidad de vida de forma exponencial.